# Sherysyn Toko
Sherysyn Toko (Porto Vila, 10 de agosto de 1997) é uma jogadora de vôlei de praia vanuatuense medalhista de bronze nos Jogos da Commonwealth de 2022,na Inglaterra, e medalhista de ouro nos Jogos do Pacífico de 2019 na Samoa.

## Carreira
Em 2016 formando dupla com Loti Joe disputou a edição do Campeonato Asiático de Sydney, ocasião que finalizaram na décima sétima posição, mesma colocação obtida pelo dueto no Campeonato Mundial de Voleibol de Praia Sub-21 de 2016 em Lucerna, e terminaram na segunda posição na etapa de Cairns da AVC Continental Cup de 2016.
Na temporada de 2017, esteve ao lado de Loti Joe na edição do Campeonato Asiático Sub-21 em Roi ET  e finalizaram na quarta posição e alcançaram a vigésima quinta posição no Campeonato Mundial de Voleibol de Praia Sub-21 de 2017 em Nanquim e foram as décimas sétimas colocadas no Grand Front Osaka Open 2017.Estrearam no Circuito Mundial em 2018, no torneio uma estrela de Shepparton e finalizaram na décima sétima colocação.
Ainda em 2018, mudou de parceria, passa a jogar com Miller Pata no Campeonato Asiático de Satun e finalizaram na décima sétima posição, foram campeãs do Campeonato da Oceania em Papeette. Em 2019 foram  campeãs da etapa de Penghu, pelo circuito asiático, foram quartas colocadas no torneio uma estrela do circuito mundial na etapa de Visakhapatnam e vice-campeãs no de Satun, terminaram na quarta colocação do Campeonato Asiático de Maoming, conquistaram a medalha de ouro nos Jogos do Pacífico Sul de 2019 realizados em Apia.
Em 2020 ao lado de Miller Pata, foram nona colocadas no Campeonato Asiático sediado em Udon Thani, também no torneio duas estrelas de Siem Reap, campeãs da etapa da Nova Zelândia da AVC Continental Cup, mas, terminaram em quinto na etapa AVC Finals da Continental Cup na Tailândia em 2021.Já em 2022, juntas, terminaram em quinto no Future do Circuito Mundial (Pro Tour) em Ios e Baliquesir, em Giardini-Naxos e alcançou  a medalha de ouro no Future de Lecce, também disputou com Majabelle Lawac o Future do Circuito MUndial (Por Tou) em Songkhla e terminaram em décimo sétimo lugar, novamente com Miller Pata terminaram em nono no Future de Cirò Marina, e conquistaram a medalha de bronze nos Jogos da Commonwealth de 2022 em Birmingham.

## Títulos e resultados
- Future de Lecce do Circuito Mundial de Vôlei de Praia:2022
- 1* de Satun do Circuito Mundial de Vôlei de Praia:2019
- 1* de Visakhapatnam do Circuito Mundial de Vôlei de Praia:2019
- Campeonato Asiático  de Vôlei de Praia:2019
- Campeonato Asiático  Sub-21:2017